# Западный округ (Белгород)
За́падный о́круг — административная единица города Белгорода. До 1993 года — Октябрьский район.

## География
Западный округ включает 400 км улиц и переулков, более полутора тысяч предприятий и организаций, 26 школ, 34 детских сада.

## Население
| 2002    | 2009     | 2010     | 2021     |
| ------- | -------- | -------- | -------- |
| 193 819 | ↗208 330 | ↗214 558 | ↘209 732 |

## История
В 1973 году в городе было образовано два района, в том числе Октябрьский, переименованный в 1993 году в Западный округ.

## Экономика

### Энергетика
В западном округе имеются тепловые станции, обеспечивающие электрической энергией и теплом промышленные предприятия и население города, входящие в состав ОАО «Квадра».

### Торговля
На территории округа находятся крупные торговые комплексы, универмаги, моллы и гипермаркеты.

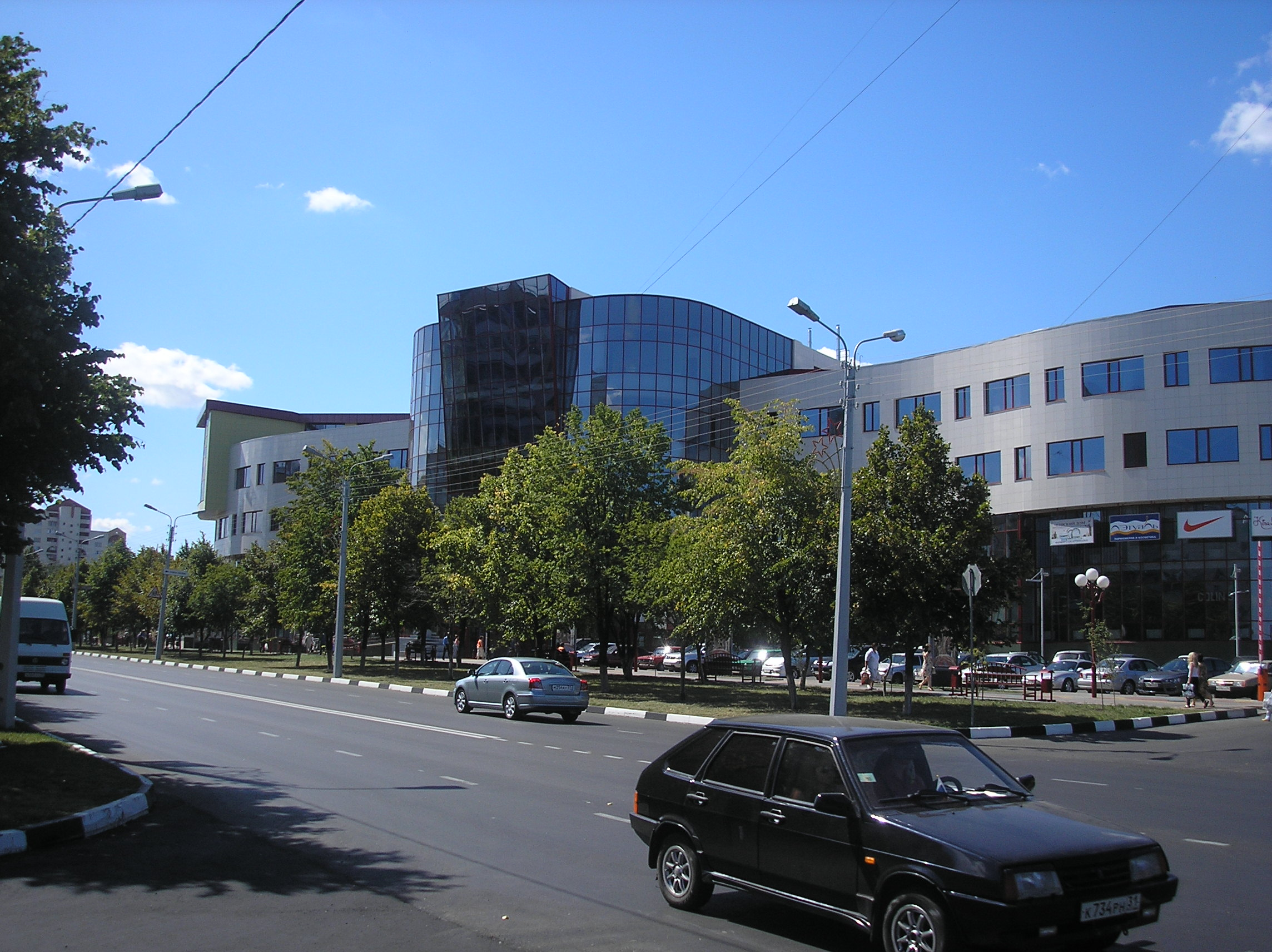
ТЦ «Модный бульвар», открытый в 2009 году
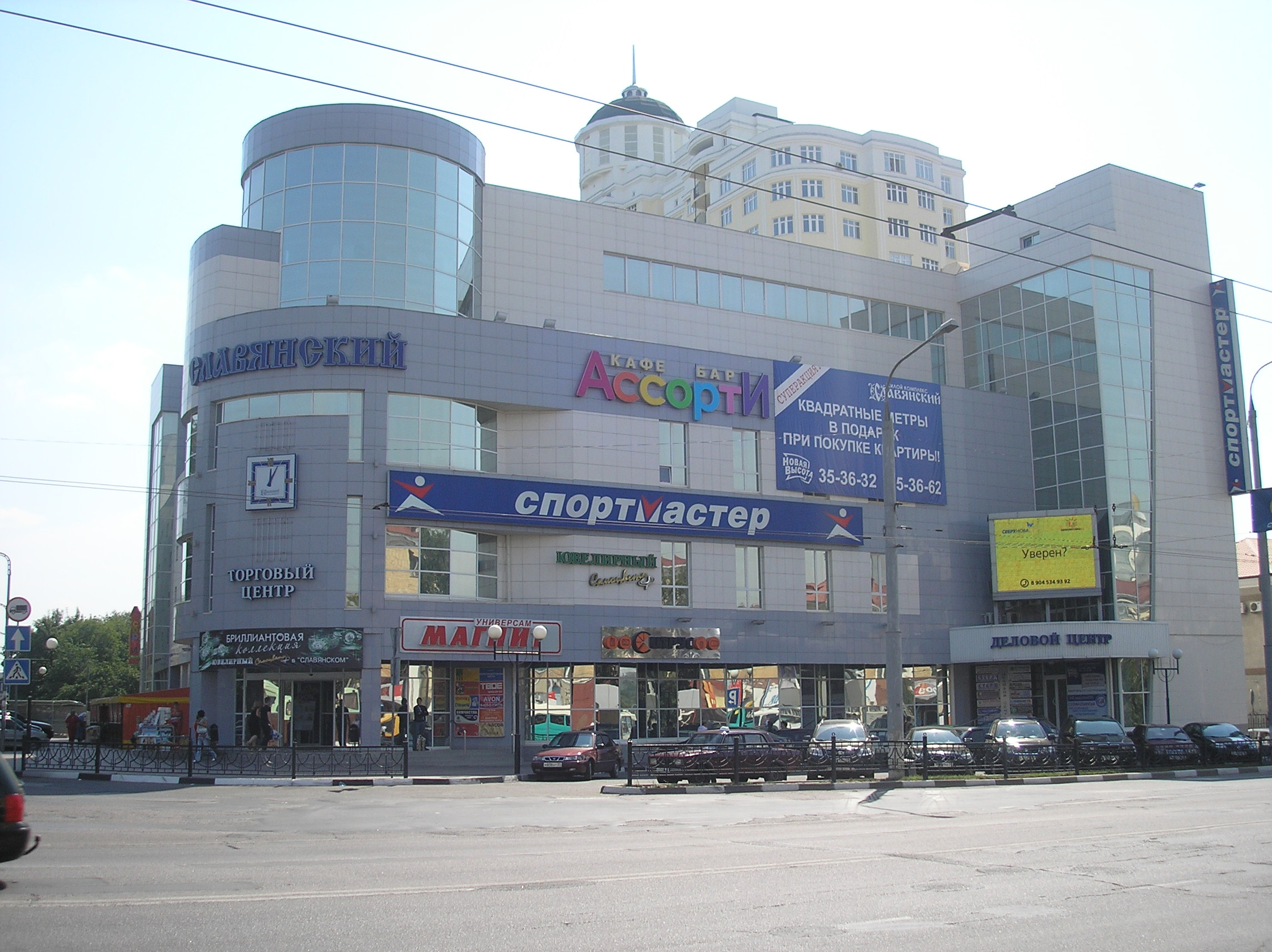
ТЦ «Славянский»
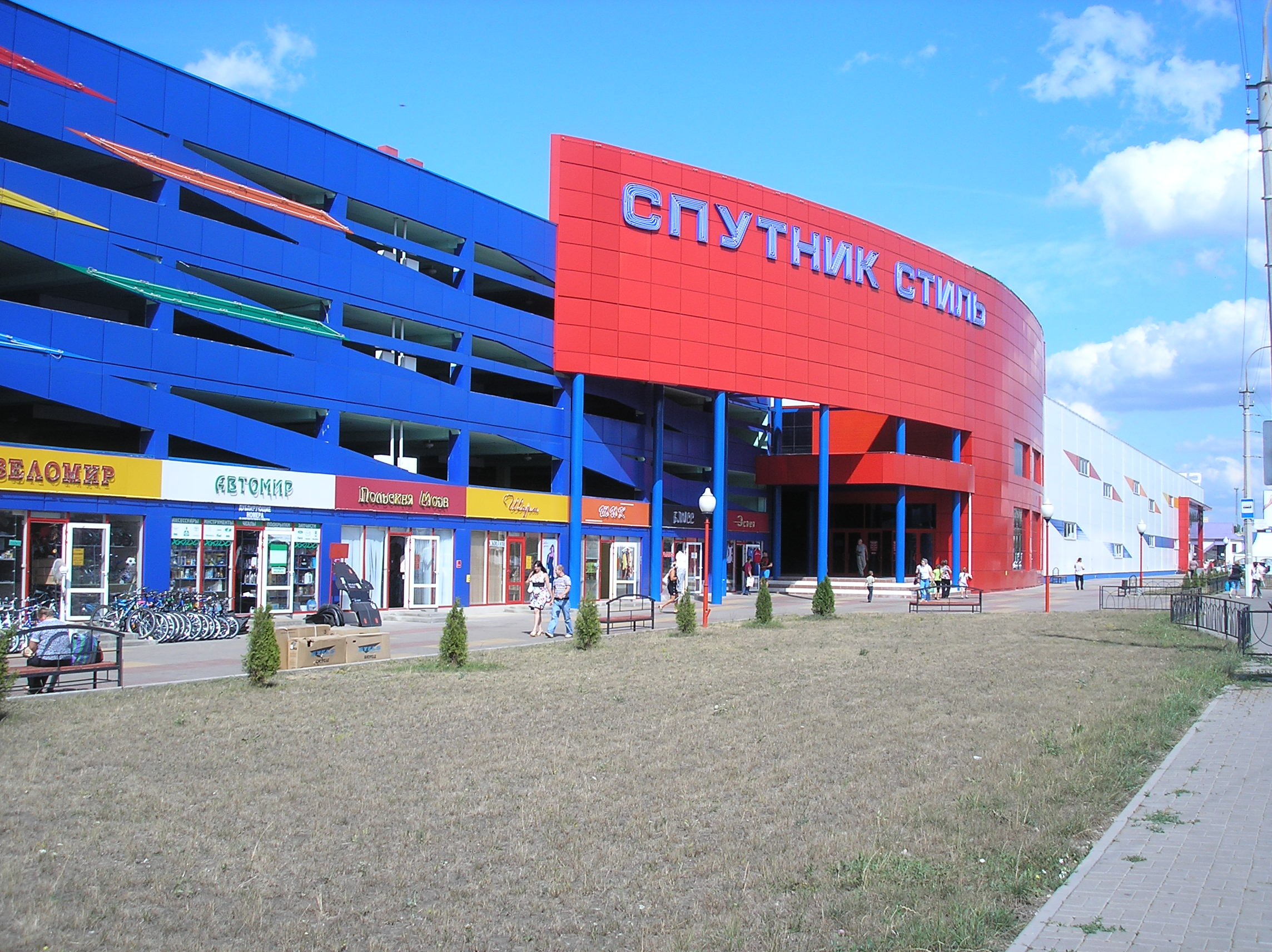
ТЦ «Спутник Стиль»
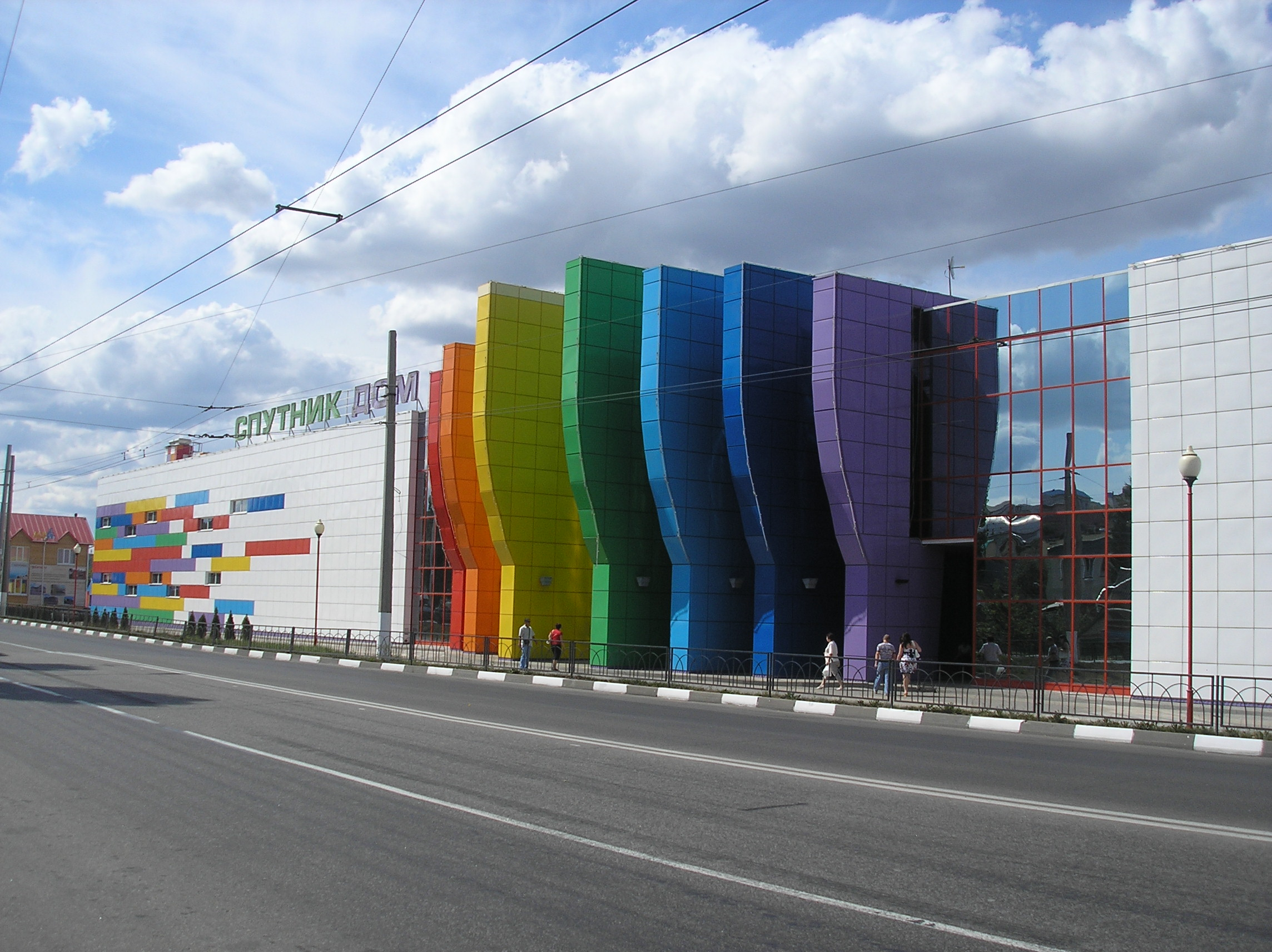
ТЦ «Спутник Дом»
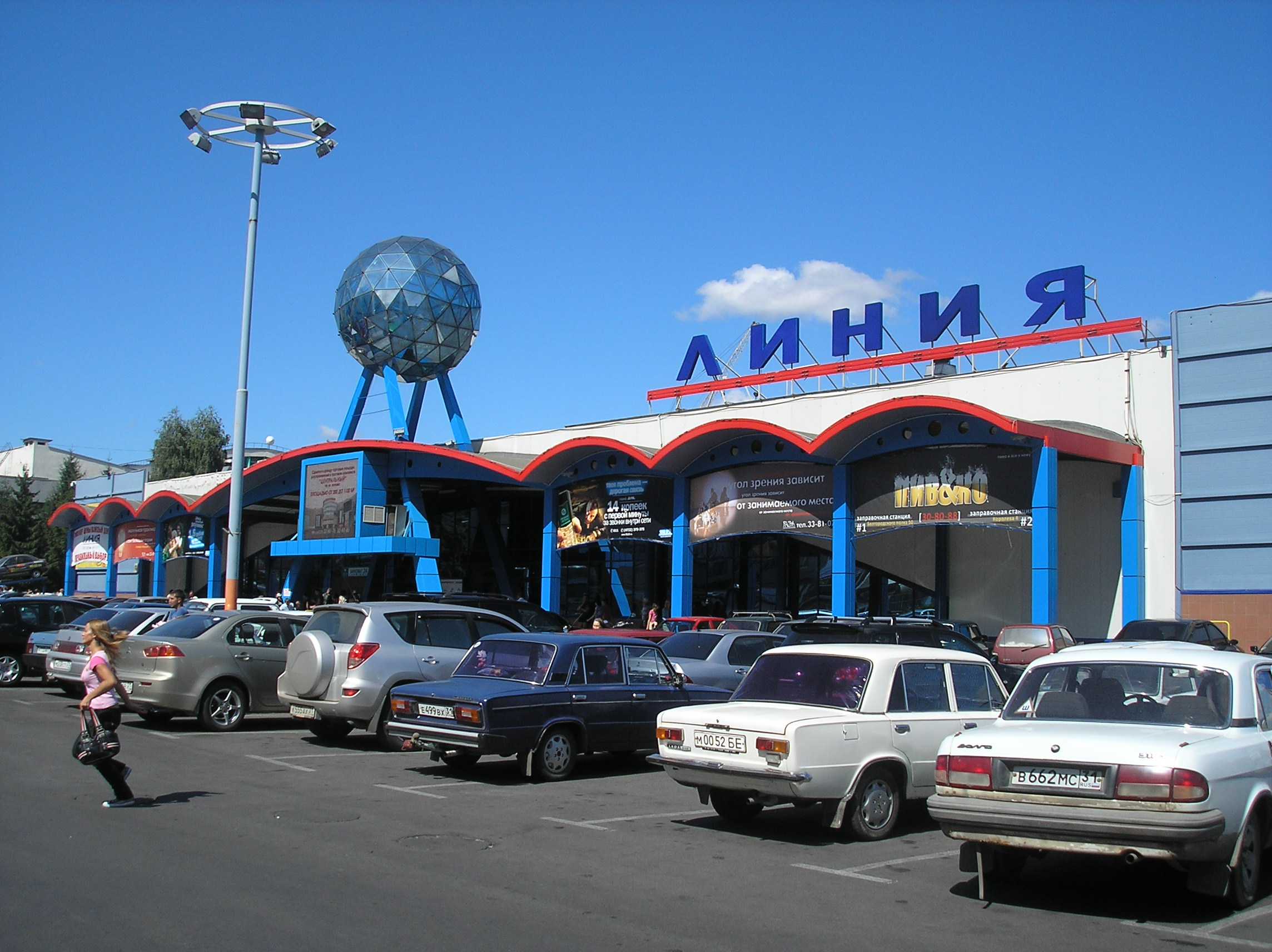
Гипермаркет «Линия»

В округе действуют такие торговые сети как «Пятёрочка», «Магнит», «Европа», «М-Видео», «Технопарк», «Техносила». Открыты гипермаркеты «Линия», «Карусель», «Лента», МТРК «Сити Молл Белгородский», МТРК «МегаГРИНН», и др. Строительные гипермаркеты «Титан Строй» и «Стройландия» и т.д. На территории округа имеется 3 ресторана «Вкусно - и точка».